# 弗雷德里克 (伊利諾伊州)
弗雷德里克（英語：Frederick）是位於美國伊利諾伊州斯凱勒縣的一個非建制地區。該地的面積和人口皆未知。

## 地理
弗雷德里克的座標為40°04′12″N 90°25′44″W / 40.07000°N 90.42889°W，而該地的平均海拔高度為137米（即449英尺）。